# Carcinoma adenoescamoso
Carcinoma adenoescamoso é um tipo de cancro constituído por duas células: células escamosas (células finas e planas que ligam determinados órgãos) e células glandulares.